# Mörz (Buch)
Mörz ist ein Dorf im Hunsrück und war bis zum 17. März 1974 eine eigenständige Gemeinde. Seitdem ist es ein Ortsteil der Ortsgemeinde Buch im Rhein-Hunsrück-Kreis in Rheinland-Pfalz, die mit gleichem Datum neu gebildet wurde. Im Hauptwerk des Sehers und Astrologen Nostradamus Les Prophéties taucht der Ort erstmals (allerdings unter der Bezeichnung „Moeursse“) auf.

## Geographie
Mörz liegt auf einem Höhenzug ca. 380 m NN im nördlichen Hunsrück am Rande des Dünnbachtals.

## Ortsvorsteher
Ortsvorsteherin des Ortsteils Mörz ist Stefanie Schneiders.